# Raymond J. Barry
Raymond John Barry est un acteur américain, né le 14 mars 1939 à Hempstead, Long Island (États-Unis).
Au cinéma, il a joué dans les films : L'Année du dragon, Cop, Né un 4 juillet, Rapid Fire, Chute libre, Rasta Rockett, Mort subite, L'Héritage de la haine, Reportage en direct, La Dernière Marche, Bleu profond, Flubber, Tribunal fantôme, Loin du paradis, Training Day, Pour le meilleur et pour le rire et American Nightmare 3.
À la télévision, il a fait des apparitions dans les séries : X-Files, Alias, Cold Case, Justified, Grey's Anatomy, Lost, New Girl, NCIS : Los Angeles, Les 100 et Gotham.

## Filmographie

### Cinéma
- 1977 : Sur Faces d'Ed Emshwiller
- 1977 : Between the Lines de Joan Micklin Silver : Herbert Fisk
- 1977 : Adieu, je reste (The Goodbye Girl) d'Herbert Ross : Richard III Cast
- 1978 : La Femme libre (An Unmarried Woman) de Paul Mazursky : Edward
- 1980 : You Better Watch Out de Lewis Jackson : Det. Gleason
- 1985 : Une nuit de réflexion (Insignificance) de Nicolas Roeg : Ballplayer's Father
- 1985 : L'Année du dragon (Year of the Dragon) Michael Cimino : Louis Bukowski
- 1986 : Passeport pour une nuit blanche (Out of Bounds) de Richard Tuggle : Hurley
- 1986 : Playing for Keeps de Gabriele Muccino : M.. Hatcher
- 1987 : Three for the Road (en) de Bill L. Norton : Sen. Kitteredge
- 1988 : Cop de James B. Harris : Captain Fred Gaffney
- 1988 : Daddy's Boys de Joe Minion : Daddy
- 1989 : Né un 4 juillet (Born on the Fourth of July) d'Oliver Stone : M.. Kovic
- 1990 : December Bride (en) de Thaddeus O'Sullivan : Petey
- 1991 : Tribunal fantôme (Nothing But Trouble) de Dan Aykroyd : Mark
- 1992 : K2 de Franc Roddam : Phillip Claiborne
- 1992 : The Turning : Mark Harnish
- 1992 : Rapid Fire de Dwight Little : Agent Frank Stewart
- 1993 : Chute libre (Falling Down) de Joel Schumacher : Captain Yardley
- 1993 : Rasta Rockett (Cool Runnings) de Jon Turteltaub : Kurt Hemphill
- 1994 : Tel est pris qui croyait prendre (The Ref) de Ted Demme : Lt. Huff
- 1995 : Headless Body in Topless Bar de James Bruce : Man
- 1995 : Mort subite (Sudden Death) de Peter Hyams : Vice Président
- 1995 : La Dernière Marche (Dead Man Walking) de Tim Robbins : Earl Delacroix
- 1996 : L'Héritage de la haine (The Chamber) de James Foley : Rollie Wedge / Donnie Cayhall
- 1997 : Reportage en direct (Mad City) de Costa-Gavras : Special Agent Dobbins
- 1997 : Best Men de Tamra Davis : Agent Hoover
- 1997 : Flubber de Les Mayfield : Chester Hoenicker
- 1998 : Loin du paradis (Return to Paradise) de Joseph Ruben : Sheriff's Father
- 2001 : Recoil de Jarek Kupsc
- 2001 : Bleu profond (The Deep End) de Scott McGehee et David Siegel : Carlie Nagel
- 2001 : New Port South de Kyle Cooper : Edwards
- 2001 : Training Day d'Antoine Fuqua : Lou Jacobs
- 2002 : Interview with the Assassin (en) de Neil Burger : Walter Ohlinger
- 2003 : Pour le meilleur et pour le rire (Just Married) de Shawn Levy : Mr. Leezak
- 2003 : The Tulse Luper Suitcases de Peter Greenaway : Stephen Figura
- 2005 : American Crude (de) de Craig Sheffer : Mr. Young
- 2006 : Steel City de Brian Jun : Vic Lee
- 2006 : Little Children
- 2013 : Le Diable en personne de Waymon Boone : le juge Richard Conrad
- 2016 : American Nightmare 3 : Élections : Caleb Warrens, président des États-Unis et leader des Nouveaux Pères Fondateurs d'Amérique

### Télévision
- 1978 : Daddy, I Don't Like It Like This: Tony
- 1983 : The Face of Rage
- 1986 : Mort en eau trouble (en) (Slow Burn) : Gerald McMurty
- 1987 : Super Flics (The Oldest Rookie) : Lt. Marco Zaga
- 1990 : Drug Wars: The Camarena Story de Brian Gibson : Jack Lawn
- 1991 : Two-Fisted Tales: Garrett (segment King of the Road)
- 1993 : Between Love and Hate: Charles Templeton
- 1993 : Fugitive Nights: Danger in the Desert: Jack Graves
- 1994-1999 : X-Files (3 épisodes : Les Petits Hommes verts, Monstres d'utilité publique et Compte à rebours) : le sénateur Richard Matheson
- 1998 : Four Corners (en) : Sam Haskell
- 1998 : Hyperion Bay : Frank Sweeney
- 2004 : Alias : George Reed
- 2008 : Cold Case : Paul Cooper
- 2009 : Lost : Les Disparus : Ray Shephard
- 2010 : New York, unité spéciale (saison 11, épisode 23) : Travis Hackett
- 2010 : Justified : Arlo Givens
- 2010 : NCIS : Los Angeles : Branston Cole
- 2011 : La Rivière du crime (The River Murders) : Trent Verdon
- 2012 : New Girl : Nick du futur
- 2013 : Grey's Anatomy : Gene Steers
- 2014-2015 : Les 100 : Dante Wallace
- 2017 : Gotham : Le Chaman
- 2017 : The gifted : Otto Strucker
- 2019 : 13 Reasons Why : Harisson Chatham

## Voix francophones
En version française, Pierre Dourlens est la voix régulière de Raymond J. Barry. Il l'a doublé dans de nombreuses séries comme Justified, Lost, Cold Case ou Les 100. Ainsi que dans le film American Nightmare 3 : Élections. Jean Barney l'a doublé à deux reprises, dans les séries Feud et You're the Worst.
À titre exceptionnel, il a aussi été doublé par Patrick Floersheim dans L'Héritage de la haine, Jean-Pierre Leroux dans Best Men, Serge Lhorca dans Hyperion Bay, Gérard Dessalles dans Alias, Philippe Ogouz dans Chasse au trésor, Robert Party dans Chute libre, Richard Darbois dans Flubber, Jean-François Kopf dans Walk Hard: The Dewey Cox Story, Marc Cassot dans NCIS : Los Angeles, Georges Claisse dans Ray Donovan, Jean-Bernard Guillard dans Gotham et Jean-Pol Brissart dans la série Training Day.
Versions françaises
Pierre Dourlens dans Justified, Les 100, American Nightmare 3 : Élections, etc.